# Конференция католических епископов Филиппин

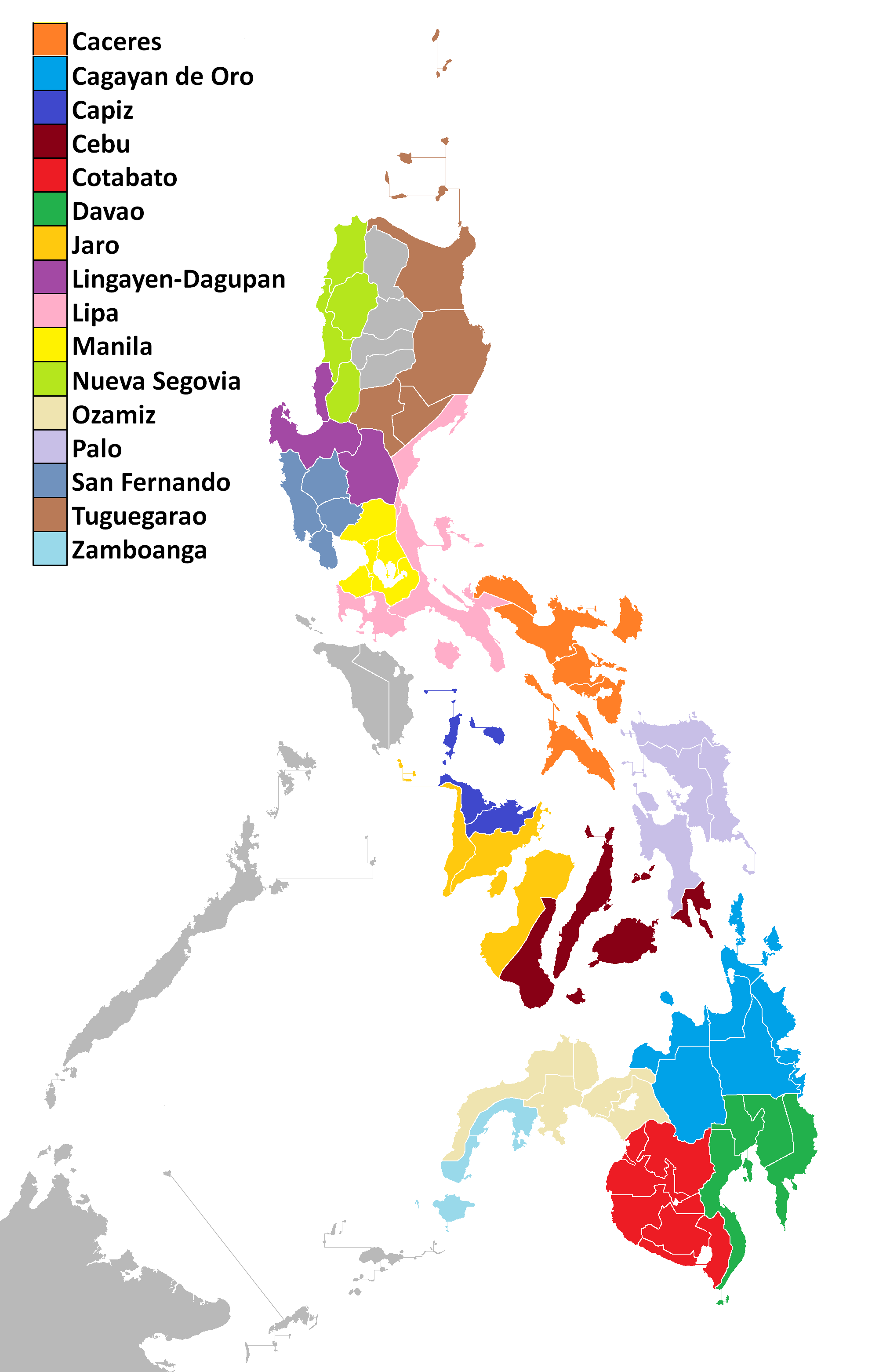
Карта митрополий на Филиппинах

Конференция католических епископов Филиппин (исп. Catholic Bishops' Conference of the Philippines, CBCP, филипп. Kapulungan ng mga Katolikong Obispo ng Pilipinas, себ. Hugpong sa mga Obispo nga Katoliko sa Pilipinas, хил. Komperensya sang mga Obispo nga Katoliko sang Pilipinas, Kumperensya ti Obispo nga Katoliko ti Pilipinas) — коллегиальный орган национального церковно-административного управления Римско-Католической церкви на Филиппинах. Конференция католических епископов Филиппин осуществляет определённые пастырские функции, направленные для решения литургических, дисциплинарных и иных вопросов, свойственных филиппинской католической общине и её положению в филиппинском обществе. Высшим органом Конференции католических епископов Филиппин является общее собрание филиппинских епископов и архиепископов. Решения конференции католических епископов Филиппин утверждаются Римским папой.
Администрация Конференции католических епископов Филиппин находится в Маниле в здании, расположенном около манильского кафедрального собора. В настоящее время председателем Конференции католических епископов Филиппин является архиепископ Лингайен-Дагупана Сократес Вильегас.

## История
15 февраля 1945 года апостольский делегат Уильям Пьяни основал организацию «Catholic Welfare Organization» (CWO), которая предназначалась для решения различных вопросов в жизни Католической церкви на Филиппинах. 19 июля этого же года стала официальной организацией, целью которой стало объединение, координация и организация филиппинских католиков для совместной деятельности в образовательной, социальной и религиозной деятельности. Эта организация объединяла 17 членов. 28 июня 1952 года Римский папа Пий XII утвердил устав «Catholic Welfare Organization».
31 января 1968 года «Catholic Welfare Organization» была преобразована в Конференцию католических епископов Филиппин (CBCP), устав которой был одобрен 21 мая 1973 года Римским папой Павлом VI.
Члены Конференции собираются на Пленарном заседании, которое является высшим органом Конференции. Пленарное заседание собирается дважды в год. Между Пленарными заседаниями от имени Конференции действует Постоянный Совет, состоящий из десяти избранных членов под руководством Председателя, который может созвать внеочередное Пленарное заседание. Главной целью Постоянного совета является подготовка заявлений Конференции и обеспечение решений, принятых на Пленарном заседании.
Конференция католических епископов Филиппин активно участвует в политической и общественной жизни страны. В 1986 году председатель Конференции архиепископ Рикардо Видаль во время филиппинской жёлтой революции выпустил политическое заявление от имени Конференции против правящего президента Фердинанда Маркоса. Он также сыграл важную роль во второй революции 2001 года, во время которой к власти пришла Глория Макапагал-Арройо. Во время этих революций Святой Престол призывал дистанцироваться от политической борьбы на Филиппинах.
В настоящее время в Конференцию католических епископов Филиппин входят 99 действующих и 32 почётных членов из числа католической филиппинской иерархии.

## Председатели
- архиепископ Новой Сеговии Хуан Сисон (1958—1961);
- архиепископ Себу Хулио Росалес-и-Рас (1961—1966);
- архиепископ Замбоанги Лино Гонсага-и-Расдесалес (1966—1970);
- архиепископ Касереса Теописто Вальдеррама Альберто (1970—1974);
- архиепископ Себу кардинал Хулио Росалес-и-Рас (1974—1976);
- архиепископ Манилы Хайме Лачика Син (1976—1981)
- архиепископ Давао Антонио Льорен Мабутас (1981—1985);
- архиепископ Себу Рикардо Хамин Видаль (1985—1987);
- архиепископ Касереса Леонардо Самора Легаспи (1987—1991);
- архиепископ Замбоанги Кармело Доминадор Флорес Морелос (1991—1995);
- Лингайен-Дагупана Оскар Крус (1995—1999);
- архиепископ Котабато Орландо Бельтран Кеведо (1999—2003);
- архиепископ Давао Фернандо Роблес Капалья (2003—2005);
- архиепископ Харо Анхель Лагдамео (2005—2009)
- епископ Суригао Нерео Одхимар (12.01.2009 — 7.11.2011);
- архиепископ Себу Хосе Серофия Пальма (7.11.2011 — 9.10.2013);
- архиепископ Лингайен-Дагупана Сократес Буэнавентура Вильегас (9.10.2013 — по настоящее время).